# Plerogyra diabolotus
Plerogyra diabolotus is een rifkoralensoort uit de familie van de Caryophylliidae. De wetenschappelijke naam van de soort is voor het eerst geldig gepubliceerd in 2003 door Ditlev.